# Agromyza bicaudata
Agromyza bicaudata este o specie de muște din genul Agromyza, familia Agromyzidae, descrisă de Friedrich Georg Hendel în anul 1920.
Este endemică în Romania. Conform Catalogue of Life specia Agromyza bicaudata nu are subspecii cunoscute.